# Temple maçonnique de Norfolk
Le temple maçonnique de Norfolk – ou Norfolk Masonic Temple en anglais – est un temple maçonnique américain situé à Norfolk, dans le comté de Madison, au Nebraska. Il est inscrit au Registre national des lieux historiques depuis le 9 novembre 2021.